# Narodowy Uniwersytet Architektury i Budownictwa Armenii
Narodowy Uniwersytet Architektury i Budownictwa Armenii (orm. Ճարտարապետության և շինարարարության Հայաստանի ազգային համալսարան) – ormiańska uczelnia wyższa, zlokalizowana w Erywaniu.

## Historia
Za początek uczelni uważa się utworzenie Wydziału Technicznego na Państwowym Uniwersytecie w Erywaniu, które miało miejsce w październiku 1921 roku. Wydział oferował studia na specjalności Inżynieria Architektoniczna i Inżynieria Wodna, które w 1927 roku zostały przemianowane odpowiednio na Budownictwo Lądowe oraz Budowę Dróg i Urządzeń Wodnych. 
W 1930 roku, na bazie Wydziału Technicznego utworzono Instytut Budownictwa Armeńskiej Republiki Radzieckiej. Od 1933 roku funkcjonował on w strukturze organizacyjnej 
Erywańskiego Instytutu Politechnicznego. W 1989 roku Rada Ministrów Armeńskiej Socjalistycznej Republiki Radzieckiej zadecydowała o utworzeniu Instytutu Architektury i Budownictwa poprzez wydzielenie odpowiednich jednostek z Instytutu Politechnicznego.  
7 lipca 2000 Instytut Architektury i Budownictwa został przemianowany na Erywański Państwowy Uniwersytet Architektury i budownictwa. Kolejna zmiana nazwy, na Narodowy Uniwersytet Architektury i Budownictwa Armenii, miała miejsce w styczniu 2014 roku. 

## Struktura organizacyjna
W ramach uczelni funkcjonują następujące jednostki:
- Wydział Architektury
- Wydział Budownictwa
- Wydział Projektowania
- Wydział Gospodarki Miejskiej i Ekologii
- Wydział Zarządzania i Technologii